# 浦添家畜商殺人事件
浦添家畜商殺人事件（うらそえちかちくしょうさつじんじけん）とは、1954年5月27日にアメリカ占領下の沖縄の浦添村（現浦添市）で発生した殺人事件。

## 事件の概要
1954年5月27日、家畜商をしていた浦添村在住の男性は、与論島産の牛を連れて来たという「那覇から来た家畜商」と一緒に家を出たきり行方不明になった。翌日、男性は豊見城村（現豊見城市）で絞殺体で発見された。
琉球警察は、「那覇から来た家畜商」を犯人と断定、捜査を進めた。当初は真和志市（現那覇市）の某男性を犯人として捜査していたが、潔白であることが認められたため、捜査は行き詰まった。
そんな中、与那原警察署から奄美群島産の牛を売買する家畜商がいるという情報が入り、その男の足取りを追った。この男は中頭地区で無銭飲食や詐欺を働いていた。警察は勝連村（現うるま市）で男を逮捕した。男は素直に犯行を認めた。

## 犯人の生い立ち
犯人は、国頭村出身で、戦前は警視庁巡査にもなっていた。しかし、女性問題で懲戒処分を受け、以降は転落人生を歩むことになった。

## 裁判
中央巡回裁判所において、検察は強盗殺人罪として死刑を求刑したが、裁判官は改悛の情が認められるとし、犯人に無期懲役の判決を下した。